# Congé-sur-Orne
Congé-sur-Orne är en kommun i departementet Sarthe i regionen Pays de la Loire i nordvästra Frankrike. Kommunen ligger i kantonen Marolles-les-Braults som tillhör arrondissementet Mamers. År 2022 hade Congé-sur-Orne 320 invånare.

## Befolkningsutveckling
Antalet invånare i kommunen Congé-sur-Orne
| Referens: INSEE |